# Hypena cremona
Hypena cremona är en fjärilsart som beskrevs av Swinhoe. Hypena cremona ingår i släktet Hypena och familjen nattflyn. Inga underarter finns listade i Catalogue of Life.